# Buio d'estate
Buio d'estate (titolo originale Sommardöden) è un romanzo giallo dello scrittore svedese Mons Kallentoft, pubblicato in Svezia nel 2008.
Il libro è il secondo della serie con protagonista l'ispettore Malin Fors, della polizia criminale di Linköping.
La prima edizione del romanzo è stata pubblicata nell'anno 2011 da Editrice Nord.

## Trama
Josefin è una ragazza di quindici anni che viene aggredita in un parco. Ad occuparsi dell'indagine, al fine di scoprire l'identità dell'aggressore, è l'ispettore Malin Fors. Nel frattempo un'altra ragazza viene rapita e uccisa, il suo corpo viene ritrovato qualche giorno dopo sulle rive del lago di Linköping. Se inizialmente le indagini portano a sospettare di un gruppo di extracomunitari, successivamente gli indizi portano a credere che il colpevole sia una donna. I sospetti si spostano così sulla comunità lesbica del paese. A questo punto l'opinione pubblica si scaglierà sulla polizia, accusandola di razzismo e intolleranza. Malin Fors non si lascerà comunque fermare dalle accuse, continuando ad indagare alla ricerca del vero colpevole.

## Edizioni
- Mons Kallentoft, Buio d'estate, traduzione di A. Storti, Editrice Nord, 2011. ISBN 978-88-429-1820-2.
- Mons Kallentoft, Buio d'estate, traduzione di A. Storti, Editrice Nord, 2012. ISBN 978-88-429-2086-1.